# Chronologia wyścigu kosmicznego
Wyścig kosmiczny był współzawodnictwem Stanów Zjednoczonych i ZSRR w eksploracji kosmosu, w przybliżeniu obejmującym okres 1957–1975. Obejmował on wysiłki zmierzające do eksploracji przestrzeni kosmicznej przez sztuczne satelity, umieszczenia w niej człowieka oraz jego lądowania na powierzchni Księżyca (wydarzenia zostały wyróżnione w tabeli).
| Data                | Znaczenie                                           | Państwo         | Nazwa misji               |
| ------------------- | --------------------------------------------------- | --------------- | ------------------------- |
| 21 sierpnia 1957    | Międzykontynentalny pocisk balistyczny              | ZSRR            | R-7 Semyorka SS-6 Sapwood |
| 4 października 1957 | Sztuczny satelita (orbita Ziemi)                    | ZSRR            | Sputnik 1                 |
| 3 listopada 1957    | Zwierzę na orbicie (pies)                           | ZSRR            | Sputnik 2                 |
| 31 stycznia 1958    | Wykrycie pasów Van Allena                           | USA-ABMA        | Explorer 1                |
| 18 grudnia 1958     | Satelita telekomunikacyjny                          | USA-ABMA        | Projekt SCORE             |
| 4 stycznia 1959     | Sztuczny satelita (orbita Słońca)                   | ZSRR            | Łuna 1                    |
| 17 lutego 1959      | Satelita meteorologiczny                            | USA-NASA (NRL)¹ | Vanguard 2                |
| Czerwiec 1959       | satelita rozpoznawczy                               | USA-Air Force   | Discoverer 4              |
| 7 sierpnia 1959     | Zdjęcie Ziemi z przestrzeni kosmicznej              | USA-NASA        | Explorer 6                |
| 14 września 1959    | Sonda księżycowa                                    | ZSRR            | Łuna 2                    |
| 7 października 1959 | Zdjęcie niewidocznej z Ziemi strony Księżyca        | ZSRR            | Łuna 3                    |
| 12 kwietnia 1961    | Człowiek w przestrzeni kosmicznej                   | ZSRR            | Wostok 1                  |
| 10 lipca 1962       | Aktywny satelita telekomunikacyjny                  | USA-AT&T        | Telstar 1                 |
| 29 września 1962    | Sztuczny satelita (bez udziału mocarstw światowych) | Kanada          | Alouette 1                |
| 16 czerwca 1963     | Kobieta na orbicie                                  | ZSRR            | Wostok 6                  |
| 26 lipca 1963       | Satelita geosynchroniczny                           | USA-NASA        | Syncom 2                  |
| 18 marca 1965       | Spacer kosmiczny                                    | ZSRR            | Woschod 2                 |
| 15 grudnia 1965     | Spotkanie na orbicie²                               | USA-NASA        | Gemini 6A/Gemini 7        |
| 1 marca 1966        | Lądowanie sondy na innej planecie - Wenus           | ZSRR            | Wenera 3                  |
| 16 marca 1966       | Spotkanie na orbicie i dokowanie                    | USA-NASA        | Gemini 8                  |
| 14 grudnia 1968     | Załogowy lot okołoksiężycowy                        | USA-NASA        | Apollo 8                  |
| 20 lipca 1969       | Człowiek na Księżycu                                | USA-NASA        | Apollo 11                 |
| 23 kwietnia 1971    | Stacja kosmiczna                                    | ZSRR            | Salut 1                   |
| 14 listopada 1971   | Satelita na orbicie innej planety - Mars            | USA-NASA        | Mariner 9                 |
| 9 listopada 1972    | Geostacjonarny satelita telekomunikacyjny           | Kanada          | Anik A1                   |
| 15 lipca 1975       | Pierwsza wspólna misja USA-ZSRR                     | ZSRR USA-NASA   | Sojuz-Apollo              |

¹ Bezpośrednio po wystrzeleniu kierownictwo nad projektem Vanguard zostało przekazane przez NRL agencji NASA.

² Związek Radziecki podjął wcześniejsze próby spotkania na orbicie 12 sierpnia 1962 roku. Jednak Wostok 3 i Wostok 4 zbliżyły się jedynie na odległość 5 km od siebie, znajdując się ponadto na różnych płaszczyznach orbitalnych.